# 해리 코벨레스키
해리 프랭크 코벨레스키(Harry Frank Coveleski, 1886년 4월 23일 ~ 1950년 8월 4일)는 미국의 전 프로 야구 선수로, 1900년대와 1910년대에 메이저 리그 베이스볼 (MLB) 투수로 활약했다. 9시즌 동안 필라델피아 필리스, 신시내티 레즈, 디트로이트 타이거스에서 뛰었다. 통산 198경기에 출장해, 1248이닝을 던지며 81승 55패, 평균자책점 2.39를 기록했다.
펜실베이니아주 샤모킨에서 태어나 1907년 필라델피아 필리스 소속으로 메이저 리그에 데뷔했다. 1910년 잠시 신시내티 레즈로 이적했다가 이후 3년간 마이너 리그 팀에 몸담았다. 1914년 디트로이트 타이거스 유니폼을 입으면서 메이저 리그에 복귀, 그 해부터 3년 연속 20승 이상을 거두었다. 1918년 시즌을 끝으로 메이저 리그에서 더 이상 뛰지 못했다.
후일 야구 명예의 전당에 오른 스탠 코벨레스키의 형이다.